# HK Mohylew
HK Mohylew (błr. Хакейны клуб Магілёў – Chakiejny Klub Mahilou, ros. Хоккейный клуб Могилёв – Chokkiejnyj Klub Mogilow) – białoruski klub hokeja na lodzie z siedzibą w Mohylewie.

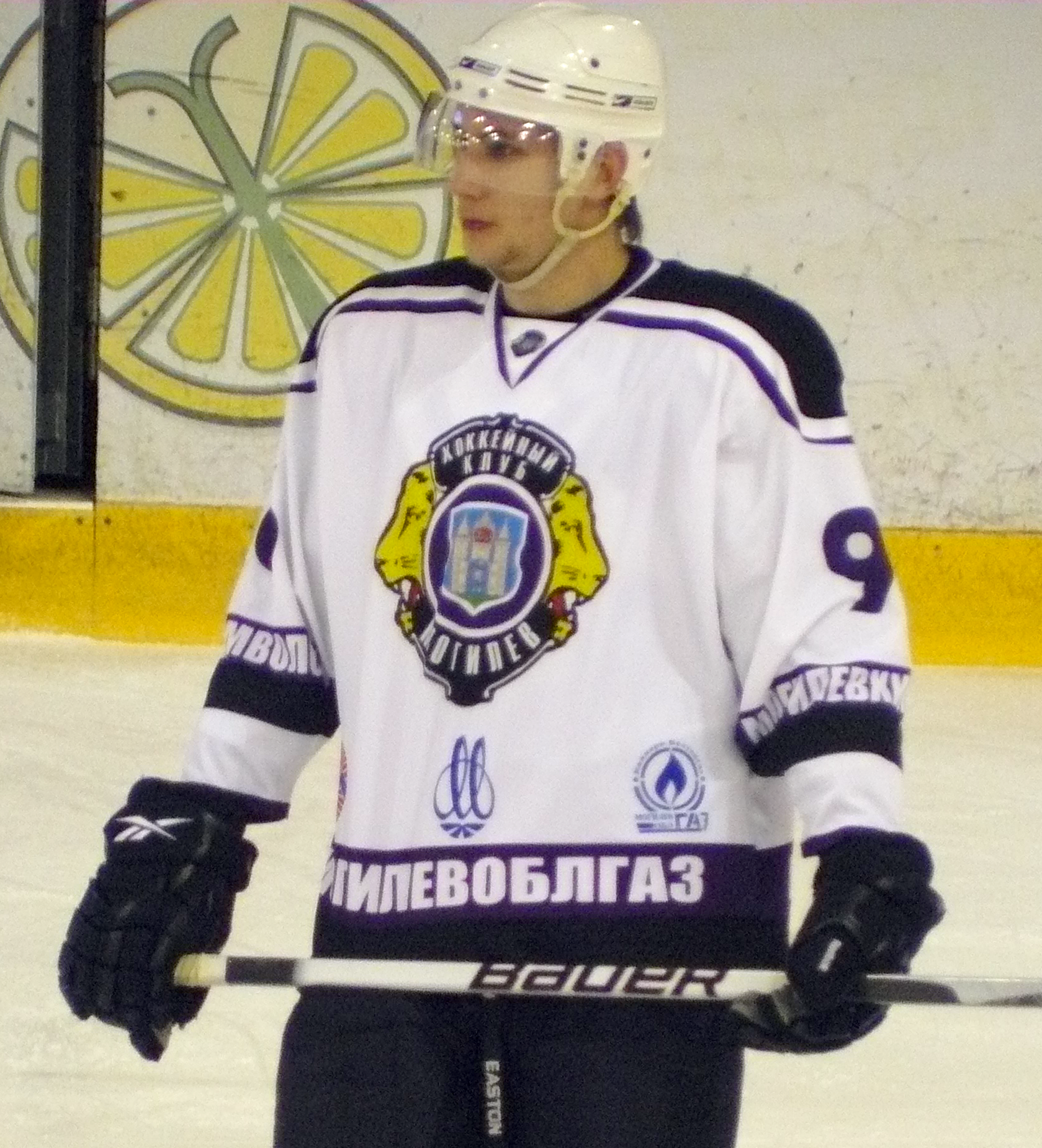
Władimir Malewicz w barwach HK Mohylew (2011)

## Dotychczasowe nazwy
- Mohylew (2000–2001)
- Chimwołokno Mohylew (2001–2010)
- HK Mohylew (2010–)

## Sukcesy
- Srebrny medal mistrzostw Białorusi: 2002
- Brązowy medal mistrzostw Białorusi: 2003, 2005

## Zawodnicy
W klubie występowali Juryj Czuch (od 2009 trener w klubie) oraz Ukraińcy Dmytro Jakuszyn, Ołeh Tymczenko, Ołeksandr Materuchin, Ołeh Szafarenko, Roman Błahy, Ołeksandr Pobiedonoscew, Michaił Klimin (trener I zespołu od 2015). W połowie grudnia 2016 głównym trenerem drużyny był Juryj Czuch, a jego asystentami zostali M. Klimin oraz Wital Bandarewicz. Do końca grudnia 2016 trenerem był Klimin. W maju 2017 z posady trenerów odszedł Czuch, a szkoleniowcami w zespole pozostali Bandarewicz i Dzmitryj Rylko. W czerwcu 2017 głównym trenerem mianowany został Dzmitryj Rylkou, a asystentem Wital Harbaczou. W maju 2021 głównym trenerem HK Mohylew został ogłoszony dotychczasowy zawodnik drużyny, Ołeksandr Materuchin. W czerwcu 2022 do sztabu wszedł Jauhienij Kasztanau.